# Equilibrio de Schlenk
En química organometálica, el equilibrio de Schlenk es un equilibrio químico denominado así en honor a su descubridor, Wilhelm Schlenk. Este equilibrio se da en soluciones de reactivos Grignard.
2 RMgX  {\displaystyle {\overrightarrow {\leftarrow }}}  MgX2  +  MgR2
El proceso descrito es un equilibrio entre dos equivalentes de un halogenuro de alquil o aril magnesio a la izquierda de la ecuación, y a la derecha, un equivalente de compuesto de dialquil o diarilo magnesio y una sal halogenuro de magnesio. Los halogenuros de organomagnesio en solución también forman dímeros y oligómeros superiores, especialmente en concentraciones altas. Los cloruros de alquilmagnesio en éter existen como dímeros.
La posición del equilibrio está influenciado por la naturaleza del solvente, de los sutituyentes de alquilo o arilo, y la temperatura. Se conoce que el centro de magnesio en los reactivos de Grignard se coordina típicamente con dos moléculas de éter, tales como el éter dietílico o tetrahidrofurano (THF). En consecuencia, se les describe con mayor exactitud como si tuvieran la fórmula RMgXL2 donde L = un éter. En presencia de monoéteres, el equilibrio típicamente favorece al halogenuro de alquil o arilmagnesio. Sin embargo, la adición de dioxano a tales soluciones conduce a una precipitación selectiva del dihalogenuro MgX2(dioxano), desplazando el equilibrio completamente al lado derecho de la ecuación. Los compuestos de dialquilmagnesio son agentes alquilantes más potentes, y son populares en la síntesis de compuestos organometálicos.